# Districte electoral d'Olot
El districte d'Olot fou una circumscripció electoral del Congrés dels Diputats utilitzada en les eleccions generals espanyoles entre 1871 i 1923. Es tractava d'un districte uninominal, ja que només era representat per un sol diputat.

## Àmbit geogràfic
El districte comprenia la part sud del partit judicial d'Olot, que correspondria amb la part sud de l'actual comarca de la Garrotxa. La part septentrional del partit pertanyia al districte de Puigcerdà.

## Diputats electes
| Elecció | Elecció        | Diputat                                          | Partit/Ideologia                    |
| ------- | -------------- | ------------------------------------------------ | ----------------------------------- |
|         | 1871           | Domènec de Miguel i de Bassols                   | Comunió Tradicionalista             |
|         | Abril 1872     | Alexandre de Roca i Blanch                       | Sense dades                         |
|         | Agost 1872     | Narcís Guillero i Tomàs                          | Sense dades                         |
|         | 1873           | Francesc Suñer i Capdevila                       | Partit Republicà Democràtic Federal |
|         | 1876           | Josep Florejachs i de Berart                     | Conservador                         |
|         | 1880 (parcial) | Salvador Torroella Marimon                       | Sense dades                         |
|         | 1881           | Pedro Diz Romero                                 | Liberal                             |
|         | 1884           | Joaquim Escrivà de Romaní i Fernández de Córdoba | Conservador                         |
|         | 1896           | Joaquim Llorens i Fernández de Córdoba           | Comunió Tradicionalista             |
|         | 1899           | Carles de Camps i d'Olzinellas                   | Conservador                         |
|         | 1903 (parcial) | Francesc Albó i Martí                            | Lliga Regionalista                  |
|         | 1907           | Pere Llosas i Badia                              | Tradicionalista solidari            |
|         | 1918           | Francesc Fàbregas i Mas                          | Lliga Regionalista                  |
|         | 1919           | Lluís Pons i Tusquets                            | Unió Monàrquica Nacional (maurista) |
|         | 1923           | Ignasi de Ventós i Mir                           | Lliga Regionalista                  |

## Resultats electorals

### Dècada de 1920
| Eleccions generals del 29/04/1923 |                          |                        |       |      |
| Partit/Ideologia                  | Partit/Ideologia         | Candidat               | Vots  | %    |
|                                   | Lliga Regionalista       | Ignasi de Ventós i Mir | 3.537 | 67,0 |
|                                   | Unió Monàrquica Nacional | Adolf Puig i Ravenga   | 1.683 | 31,9 |
| Vots en blanc                     | Vots en blanc            | Vots en blanc          | 128   | 2,4  |
| Total                             | Total                    | Total                  | 5.276 | 100  |
| Cens/participació                 | Cens/participació        | Cens/participació      | 8.469 | 62,3 |

| Eleccions generals del 19/12/1920 |                                     |                                 |       |      |
| Partit/Ideologia                  | Partit/Ideologia                    | Candidat                        | Vots  | %    |
|                                   | Unió Monàrquica Nacional (maurista) | Lluís Pons i Tusquets           | 2.865 | 54,8 |
|                                   | Lliga Regionalista                  | Josep Maria Masramon i Villalta | 2.147 | 41,1 |
|                                   | Altres                              | Altres                          | 178   | 3,4  |
| Vots en blanc                     | Vots en blanc                       | Vots en blanc                   | 37    | 0,7  |
| Total                             | Total                               | Total                           | 5.227 | 100  |
| Cens/participació                 | Cens/participació                   | Cens/participació               | 8.309 | 62,9 |

### Dècada de 1910
| Eleccions generals del 01/06/1919 |                                     |                       |       |      |
| Partit/Ideologia                  | Partit/Ideologia                    | Candidat              | Vots  | %    |
|                                   | Unió Monàrquica Nacional (maurista) | Lluís Pons i Tusquets | 5.227 | 73,0 |
|                                   | Lliga Regionalista                  | Pere Sacrest i Dusol  | 1.792 | 25,0 |
|                                   | Altres                              | Altres                | 34    | 0,5  |
| Vots en blanc                     | Vots en blanc                       | Vots en blanc         | 103   | 1,4  |
| Total                             | Total                               | Total                 | 7.156 | 100  |
| Cens/participació                 | Cens/participació                   | Cens/participació     | 8.270 | 86,5 |

| Eleccions generals del 24/02/1918 |                         |                         |       |      |
| Partit/Ideologia                  | Partit/Ideologia        | Candidat                | Vots  | %    |
|                                   | Lliga Regionalista      | Francesc Fàbregas i Mas | 3.743 | 54,0 |
|                                   | Comunió Tradicionalista | Pere Llosas i Badia     | 3.147 | 45,4 |
|                                   | Altres                  | Altres                  | 3     | 0,0  |
| Vots en blanc                     | Vots en blanc           | Vots en blanc           | 39    | 0,6  |
| Vots nuls                         | Vots nuls               | Vots nuls               | 3     | 0,0  |
| Total                             | Total                   | Total                   | 6.935 | 100  |
| Cens/participació                 | Cens/participació       | Cens/participació       | 8.354 | 83,0 |

| Eleccions generals del 09/04/1916 |                         |                     |                                                     |
| Partit/Ideologia                  | Partit/Ideologia        | Candidat            | Vots                                                |
|                                   | Comunió Tradicionalista | Pere Llosas i Badia | Electe mitjançant l'article 29 de la llei electoral |

| Eleccions generals del 08/03/1914 |                             |                     |        |      |
| Partit/Ideologia                  | Partit/Ideologia            | Candidat            | Vots   | %    |
|                                   | Tradicionalista independent | Pere Llosas i Badia | 3.181  | 41,8 |
|                                   | Republicà independent       | Pere Estartús Eras  | 596    | 7,8  |
|                                   | Altres                      | Altres              | 3.697  | 48,5 |
| Vots en blanc                     | Vots en blanc               | Vots en blanc       | 124    | 1,6  |
| Vots nuls                         | Vots nuls                   | Vots nuls           | 20     | 0,3  |
| Total                             | Total                       | Total               | 7.618  | 100  |
| Cens/participació                 | Cens/participació           | Cens/participació   | 10.511 | 72,5 |

| Eleccions generals del 08/05/1910 |                          |                     |       |      |
| Partit/Ideologia                  | Partit/Ideologia         | Candidat            | Vots  | %    |
|                                   | Comunió Tradicionalista  | Pere Llosas i Badia | 5.739 | 85,9 |
|                                   | Partit Republicà Radical | Joan Déu            | 800   | 12,0 |
|                                   | Altres                   | Altres              | 121   | 1,8  |
| Vots en blanc                     | Vots en blanc            | Vots en blanc       | 18    | 0,3  |
| Total                             | Total                    | Total               | 6.678 | 100  |
| Cens/participació                 | Cens/participació        | Cens/participació   | 8.860 | 75,4 |

### Dècada de 1900
| Eleccions generals del 21/04/1907 |                           |                     |       |      |
| Partit/Ideologia                  | Partit/Ideologia          | Candidat            | Vots  | %    |
|                                   | Tradicionalista solidari  | Pere Llosas i Badia | 3.093 | 54,8 |
|                                   | Independent anti-solidari | Mateu Vila          | 2.506 | 44,4 |
|                                   | Altres                    | Altres              | 46    | 0,8  |
| Total                             | Total                     | Total               | 5.645 | 100  |
| Cens/participació                 | Cens/participació         | Cens/participació   | 7.514 | 75,1 |

| Eleccions generals del 10/11/1905 |                    |                           |       |      |
| Partit/Ideologia                  | Partit/Ideologia   | Candidat                  | Vots  | %    |
|                                   | Lliga Regionalista | Francesc Albó i Martí     | 3.735 | 95,8 |
|                                   | Republicà          | Nicolás Salmerón y Alonso | 157   | 4,0  |
|                                   | Altres             | Altres                    | 5     | 0,1  |
| Total                             | Total              | Total                     | 3.897 | 100  |
| Cens/participació                 | Cens/participació  | Cens/participació         | 7.410 | 52,6 |

| Elecció parcial del 26/05/1903 |                    |                       |       |      |
| Partit/Ideologia               | Partit/Ideologia   | Candidat              | Vots  | %    |
|                                | Lliga Regionalista | Francesc Albó i Martí | 3.162 | 60,4 |
|                                | Conservador        | Lluís Bosch i Gauces  | 2.074 | 39,6 |
| Total                          | Total              | Total                 | 5.235 | 100  |
| Cens/participació              | Cens/participació  | Cens/participació     | 6.912 | 75,7 |

| Eleccions generals del 19/05/1901 |                    |                                |       |       |
| Partit/Ideologia                  | Partit/Ideologia   | Candidat                       | Vots  | %     |
|                                   | Lliga Regionalista | Carles de Camps i d'Olzinellas | 3.889 | 100,0 |
| Total                             | Total              | Total                          | 3.889 | 100   |
| Cens/participació                 | Cens/participació  | Cens/participació              | 6.893 | 56,4  |

### Dècada de 1890
| Eleccions generals del 16/04/1899 |                   |                                |       |      |
| Partit/Ideologia                  | Partit/Ideologia  | Candidat                       | Vots  | %    |
|                                   | Conservador       | Carles de Camps i d'Olzinellas | 3.246 | 99,8 |
|                                   | Altres            | Altres                         | 7     | 0,2  |
| Total                             | Total             | Total                          | 3.253 | 100  |
| Cens/participació                 | Cens/participació | Cens/participació              | 6.956 | 46,8 |

| Eleccions generals del 27/03/1898 |                         |                                        |       |      |
| Partit/Ideologia                  | Partit/Ideologia        | Candidat                               | Vots  | %    |
|                                   | Comunió Tradicionalista | Joaquim Llorens i Fernández de Córdoba | 2.986 | 94,3 |
|                                   | Altres                  | Altres                                 | 182   | 5,7  |
| Total                             | Total                   | Total                                  | 3.168 | 100  |
| Cens/participació                 | Cens/participació       | Cens/participació                      | 7.070 | 44,8 |

| Eleccions generals del 12/04/1896 |                         |                                        |       |      |
| Partit/Ideologia                  | Partit/Ideologia        | Candidat                               | Vots  | %    |
|                                   | Comunió Tradicionalista | Joaquim Llorens i Fernández de Córdoba | 2.455 | 54,8 |
|                                   | Altres                  | Altres                                 | 2.026 | 45,2 |
| Total                             | Total                   | Total                                  | 4.481 | 100  |
| Cens/participació                 | Cens/participació       | Cens/participació                      | 7.186 | 62,4 |

| Eleccions generals del 05/03/1893 |                   |                                                  |        |      |
| Partit/Ideologia                  | Partit/Ideologia  | Candidat                                         | Vots   | %    |
|                                   | Conservador       | Joaquim Escrivà de Romaní i Fernández de Córdoba | 4.574  | 97,6 |
|                                   | Altres            | Altres                                           | 113    | 2,4  |
| Total                             | Total             | Total                                            | 4.687  | 100  |
| Cens/participació                 | Cens/participació | Cens/participació                                | 11.132 | 42,1 |

| Eleccions generals del 01/02/1891 |                  |                                                  |       |
| Partit/Ideologia                  | Partit/Ideologia | Candidat                                         | Vots  |
|                                   | Conservador      | Joaquim Escrivà de Romaní i Fernández de Córdoba | 5.113 |

### Dècada de 1880
| Eleccions generals del 04/04/1886 |                  |                                                  |      |      |
| Partit/Ideologia                  | Partit/Ideologia | Candidat                                         | Vots | %    |
|                                   | Conservador      | Joaquim Escrivà de Romaní i Fernández de Córdoba | 326  | 91,6 |
|                                   | Altres           | Altres                                           | 30   | 8,4  |
| Total                             | Total            | Total                                            | 356  | 100  |

| Eleccions generals del 27/04/1884 |                   |                                                  |      |      |
| Partit/Ideologia                  | Partit/Ideologia  | Candidat                                         | Vots | %    |
|                                   | Conservador       | Joaquim Escrivà de Romaní i Fernández de Córdoba | 323  | 62,4 |
|                                   | Altres            | Altres                                           | 195  | 37,6 |
| Total                             | Total             | Total                                            | 518  | 100  |
| Cens/participació                 | Cens/participació | Cens/participació                                | 701  | 73,9 |

| Eleccions generals del 20/08/1881 |                   |                   |      |      |
| Partit/Ideologia                  | Partit/Ideologia  | Candidat          | Vots | %    |
|                                   | Liberal           | Pedro Diz Romero  | 230  | 43,4 |
|                                   | Altres            | Altres            | 300  | 56,6 |
| Total                             | Total             | Total             | 530  | 100  |
| Cens/participació                 | Cens/participació | Cens/participació | 801  | 66,2 |

| Elecció parcial del 11/04/1880 |                  |                            |      |       |
| Partit/Ideologia               | Partit/Ideologia | Candidat                   | Vots | %     |
|                                | Sense dades      | Salvador Torroella Marimon | 575  | 100,0 |
| Total                          | Total            | Total                      | 575  | 100   |

### Dècada de 1870
| Eleccions generals del 20/04/1879 |                  |                              |      |      |
| Partit/Ideologia                  | Partit/Ideologia | Candidat                     | Vots | %    |
|                                   | Conservador      | Josep Florejachs i de Berart | 421  | 97,2 |
|                                   | Altres           | Altres                       | 12   | 2,8  |
| Total                             | Total            | Total                        | 433  | 100  |

| Eleccions generals del 20/01/1876 |                   |                              |       |       |
| Partit/Ideologia                  | Partit/Ideologia  | Candidat                     | Vots  | %     |
|                                   | Conservador       | Josep Florejachs i de Berart | 3.734 | 100,0 |
| Total                             | Total             | Total                        | 3.734 | 100   |
| Cens/participació                 | Cens/participació | Cens/participació            | 7.571 | 49,3  |

| Eleccions generals del 10/05/1873 |                                     |                             |      |       |
| Partit/Ideologia                  | Partit/Ideologia                    | Candidat                    | Vots | %     |
|                                   | Partit Republicà Democràtic Federal | Francesc Sunyer i Capdevila | 970  | 100,0 |
| Total                             | Total                               | Total                       | 970  | 100   |

| Eleccions generals del 24/08/1872 |                  |                         |       |      |
| Partit/Ideologia                  | Partit/Ideologia | Candidat                | Vots  | %    |
|                                   | Sense dades      | Narcís Guillero i Tomàs | 961   | 92,0 |
|                                   | Altres           | Altres                  | 84    | 8,0  |
| Total                             | Total            | Total                   | 1.045 | 100  |

| Eleccions generals del 03/04/1872 |                  |                            |       |      |
| Partit/Ideologia                  | Partit/Ideologia | Candidat                   | Vots  | %    |
|                                   | Sense dades      | Alexandre de Roca i Blanch | 3.755 | 62,0 |
|                                   | Altres           | Altres                     | 2.299 | 38,0 |
| Total                             | Total            | Total                      | 6.054 | 100  |

| Eleccions generals del 08/03/1871 |                         |                                |       |      |
| Partit/Ideologia                  | Partit/Ideologia        | Candidat                       | Vots  | %    |
|                                   | Comunió Tradicionalista | Domènec de Miguel i de Bassols | 4.834 | 69,2 |
|                                   | Altres                  | Altres                         | 2.153 | 30,8 |
| Total                             | Total                   | Total                          | 6.987 | 100  |